# Diecezja londyńska
Diecezja londyńska (ang. Diocese of London) – diecezja Kościoła Anglii, należąca do metropolii Canterbury. Obejmuje siedemnaście spośród trzydziestu trzech gmin (boroughs) Wielkiego Londynu, położonych na północ od Tamizy i na zachód od Lei, z dodatkiem dystryktu Spelthorne w hrabstwie Surrey, a też na północ od Tamizy. Katedrą diecezji jest katedra św. Pawła w Londynie, zaś szczególny status tzw. Royal peculiar posiada Opactwo Westminsterskie, będące miejscem ślubów, koronacji i pochówku monarchów brytyjskich.

## Struktura
Diecezja dzieli się na pięć tzw. obszarów episkopalnych (episcopal areas), z których każdy nadzorowany jest przez jednego z biskupów pomocniczych. Niższy stopień podziału stanowią archidiakonaty, których w całej diecezji jest sześć. Kolejny szczebel to 25 dekanatów, zaś najniższą jednostką są parafie, których jest 413 i zarządzają one łącznie 484 kościołami.

### Biskupi
- Biskup diecezjalny: Sarah Mullally
- Biskupi pomocniczy:
  - Biskup Edmonton: Rob Wickham
  - Biskup Kensington: vacat
  - Biskup Stepney: Joanne Grenfell
  - Biskup Willesden: Lusa Nsenga-Ngoy
  - Biskup Fulham: Jonathan Baker
  - Biskup Islington: Ric Thorpe

## Statystyki
- Liczba duchownych: ok. 1000 osób
- Liczba słuchaczy seminariów duchownych: ok. 200 osób
- Liczba regularnych uczestników nabożeństw: ok. 100 000 osób
- Liczba wiernych posiadających prawa wyborcze do organów kościelnych: ok. 70 000 osób
- Liczba szkół wyznaniowych nadzorowanych przez diecezję: 149
- Liczba uczniów w szkołach wyznaniowych nadzorowanych przez diecezję: ok. 50 000 osób
- Liczba kapelanów pracujących w instytucjach publicznych: ok. 150 osób[2]